# Rolf Nitz
Rolf Nitz (* 24. September 1960) ist ein ehemaliger deutscher Eishockeyspieler und -trainer.

## Werdegang
Der Stürmer Rolf Nitz spielte von 1980 bis 1989 für den SC Dynamo Berlin und gewann mit seiner Mannschaft sieben Mal die DDR-Meisterschaft. Für die Eishockeynationalmannschaft der DDR absolvierte er 24 Länderspiele, in denen er ein Tor erzielte. Er nahm mit der DDR-Mannschaft an der A-Weltmeisterschaft 1985 in Prag teil. Nachdem er ein Jahr vereinslos gewesen war, schloss sich Nitz 1990 dem Regionalligisten Herforder EG an. Mit dem Herfordern wurde er 1991 Meister der Regionalliga West und stieg anschließend mit seinem Team in die Oberliga Nord auf. 1994 stellte der Verein den Spielbetrieb wegen Insolvenz ein. Als Nachfolgeverein wurde der Herforder EC gegründet, für den Nitz noch eine Saison lang auflief.
Anschließend übernahm Nitz das Traineramt beim Herforder EC und stieg im Jahre 2000 mit dem Verein in die Oberliga Nord auf. Nach nur einem Jahr musste der Verein sich in die Regionalliga zurückziehen und Nitz blieb bis 2003 Trainer des Herforder EC.